# Pilar Casas
Pilar Casas (La Calera, Provincia de Córdoba, Argentina; 25 de septiembre de 2003) es una futbolista argentina. Juega de mediocampista derecha en Gimnasia y Esgrima La Plata de la Primera División A de Argentina.

## Trayectoria

### Inicios
Comenzó jugando desde niña a los 6 años.
Durante 2017 jugó en Club Social y Deportivo Lasallano en la Primera B de la Liga Cordobesa, donde debutó a los 13 años, antes jugó con varones en un club de Chateau donde disputó una Challenge Cup, siendo la primera mujer en hacerlo.

### Talleres
En marzo de 2018 ficha por La "T" de la Primera División de la Liga Cordobesa. En abril de 2021 se desvincula del club.
En su tiempo en Talleres fue convocada a la Selección de Córdoba Sub-15 y Sub-18 y disputó los Juegos Binacionales de Chile 2018.

### Belgrano
Apenas se desvincula de Talleres, firma con El Pirata. Debutó el 24 de abril de 2021 en la goleada de su equipo 9-1 sobre Instituto por la tercera fecha de la Liga Cordobesa de Fútbol. Se consagró campeona de la Liga Cordobesa de Fútbol 2021 y la Primera División C 2021, con la cual obtuvo el ascenso a la segunda categoría.

### Iowa Western Ravers
En julio de 2022 se confirma su marcha a Estados Unidos con une beca deportiva para estudiar periodismo y jugar al fútbol en Iowa Western Ravers, equipo representativo de Iowa Western Community College que disputa la NJCAA Division I.
En el elenco norteamericano utilizó el dorsal 14, disputó un total de 23 partidos, hizo 3 goles y dio 15 asistencias. Su primer gol fue el 10 de septiembre de 2022 en la goleada 15-0 ante Scott Community College.
En noviembre de ese mismo año se consagra campeona, cuando su equipo se impuso en la final del Campeonato Nacional de la NJCAA por 1-0 a Salt Lake.

### Belgrano (segunda etapa)
Tras su efímera estadía en Estados Unidos, el 14 de diciembre de 2022 se hace oficial su retorno al Pirata Cordobés. En enero de 2025 se desvincula del club.

### Gimnasia y Esgrima LP
En enero de 2025 se confirma su traspaso a las Lobas. 

## Selección nacional
En diciembre de 2021 fue convocada a la Selección Argentina Sub-20, estuvo 3 semanas y fue parte de la preselección, aunque no quedó en la lista final para disputar el Sudamericano.

## Estadísticas

### Clubes
| Club                | Liga               | País           | Año             |
| ------------------- | ------------------ | -------------- | --------------- |
| Lasallano           | Primera B (LFC)    | Argentina      | 2017- 2018      |
| Talleres            | Primera A (LFC)    | Argentina      | 2018 - 2021     |
| Belgrano            | Primera A (LFC)    | Argentina      | 2021            |
| Belgrano            | Primera División C | Argentina      | 2021            |
| Belgrano            | Primera División B | Argentina      | 2022            |
| Iowa Western Ravers | NJCAA Division I   | Estados Unidos | 2022            |
| Belgrano            | Primera División A | Argentina      | 2022 - 2025     |
| Gimnasia LP         | Primera División A | Argentina      | 2025 - presente |

## Palmarés

### Títulos nacionales
| Título                          | Club                | País           | Año  |
| ------------------------------- | ------------------- | -------------- | ---- |
| Primera División (LCF)          | Belgrano            | Argentina      | 2021 |
| Primera División C              | Belgrano            | Argentina      | 2021 |
| Primera División B              | Belgrano            | Argentina      | 2022 |
| Campeonato Nacional de la NJCAA | Iowa Western Ravers | Estados Unidos | 2022 |

### Distinciones individuales
| Distinción                                | Año  | Referencia |
| ----------------------------------------- | ---- | ---------- |
| Premios Estímulo                          | 2021 | Ref.       |
| Premio a la Proyección Deportiva - CPDCBA | 2021 | Ref.       |
| Second Team All-Americans                 | 2022 | Ref.       |

## Vida personal
Practicó tenis desde niña. Considera a su hermano mayor la persona que más la marcó futbolísticamente, ya que fue quien le enseñó e influenció para jugar al fútbol. Le gusta España tanto el país como la posibilidad de jugar al fútbol ahí, precisamente en el F.C. Barcelona aunque también jugar en el Levante U.D. Donde estuvo entrenando un tiempo. Le gustaría estudiar nutrición, kinesiología o periodismo deportivo. Su futbolista favorito es Lionel Messi. Tiene una cuenta de TikTok con más de 3 millones de seguidores, comenzó realizando videos durante la pandemia de Covid y se ha vuelto muy popular.